# Voyetra
Voyetra é um software sequenciador, da Turtle Beach Systems Inc., que gera e edita arquivos MIDI desde os anos oitentas.